# Antonio Bettini
Antonio Bettini, italijanski menih in škof, * 13. junij 1396, Siena, † 22. oktober 1487.
- Tractatus sive allegationes, Roma 1492. Parma, Biblioteca Palatina, Fondo Parmense.

1. 1 2  Prunai G. Dizionario Biografico degli Italiani — 1967. — Vol. 9.